# Сторчове
Сторчове́ — село в Україні, у Новомиколаївській селищній громаді Запорізького району Запорізької області за 10 км на північ від центру громади. Населення становить 268 осіб. До 2020 орган місцевого самоврядування - Сторчівська сільська рада.

## Географія
Село Сторчове знаходиться на відстані 1 км від села Іванівське та за 2 км від сіл Берестове, Каштанівка та Богданівка. У селі бере початок Балка Сторчове.

## Історія
1922 (за іншими даними 1921) — дата заснування як села Верхньо-Сторчове.
В 1965 році перейменоване в село Сторчове.
12 червня 2020 року, відповідно до Розпорядження Кабінету Міністрів України від № 713-р «Про визначення адміністративних центрів та затвердження територій територіальних громад Запорізької області», увійшло до складу Новомиколаївської селищної громади.
19 липня 2020 року, в результаті адміністративно-територіальної реформи та ліквідації Новомиколаївського району, село увійшло до складу Запорізького району.

## Населення

### Мова
Розподіл населення за рідною мовою за даними перепису 2001 року:
| Мова            | Кількість | Відсоток |
| --------------- | --------- | -------- |
| українська      | 249       | 92.91%   |
| російська       | 16        | 5.97%    |
| болгарська      | 1         | 0.37%    |
| інші/не вказали | 2         | 0.75%    |
| Усього          | 268       | 100%     |

## Об'єкти соціальної сфери
- Школа.
- Дитячий садочок.
- Будинок культури з дискотекою для дітей.
- Фельдшерсько-акушерський пункт.